# Bernard Clavel
Bernard Charles Henri Clavel (29. května 1923 Lons-le-Saunier – 5. října 2010 La Motte-Servolex) byl francouzský spisovatel.

## Život
Pocházel z chudé rodiny, která mu neumožnila vysněné studium malířství, vyučil se cukrářem, pracoval v různých manuálních profesích a první román "Noční dělník" (L'Ouvrier de la nuit) vydal až v roce 1956. Jeho nejvýznamnějším dílem je románová tetralogie Velká trpělivost, popisující život v jeho rodném kraji Jura ve třicátých a čtyřicátých letech 20. století. Za závěrečný díl Plody zimy (1968, česky 1972) obdržel Goncourtovu cenu. Cestoval po světě, žil také v Československu.

## Dílo
Vydal okolo devadesáti knih: kromě beletrie také svazek společensko-kritických esejů Klid zbraní, životopisy Paula Gauguina a Leonarda da Vinci, sbírky lidových pověstí nebo dětskou knížku O černém beránku a bílém vlkovi. Jeho tvorba se vyznačuje čtivým realistickým stylem a citlivým zobrazením osudů obyčejných lidí (česky vyšly romány Noc bloudění, Čas vlků a Silák z pouti). Angažoval se v sociálním a protiválečném hnutí, byl členem Académie Goncourt a Sdružení pro výchovu k nenásilí a míru. V roce 2002 mu byl udělen Národní řád Québecu.
Podle jeho předloh natočil Denys de La Patellière filmy Hrom do toho (1965, v hlavní roli Jean Gabin) a Otec a dcera (1966, v hlavní roli Fernandel).